# Kornstraße (Bremen)

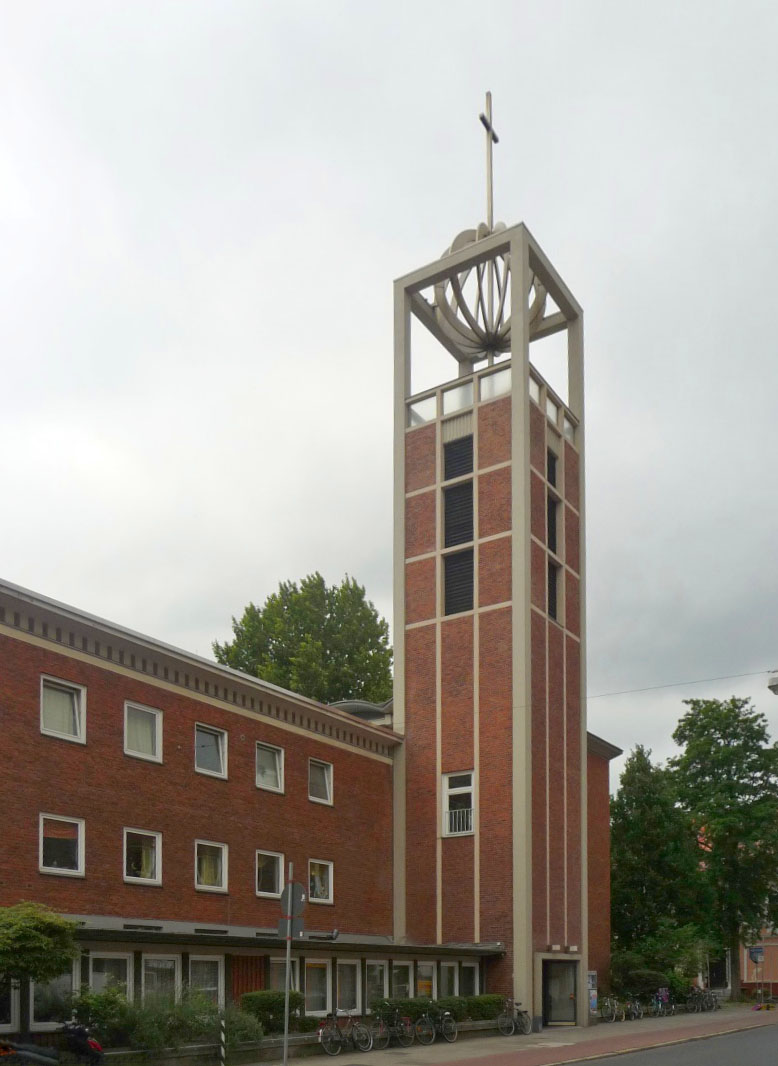
Zionskirche von 1957

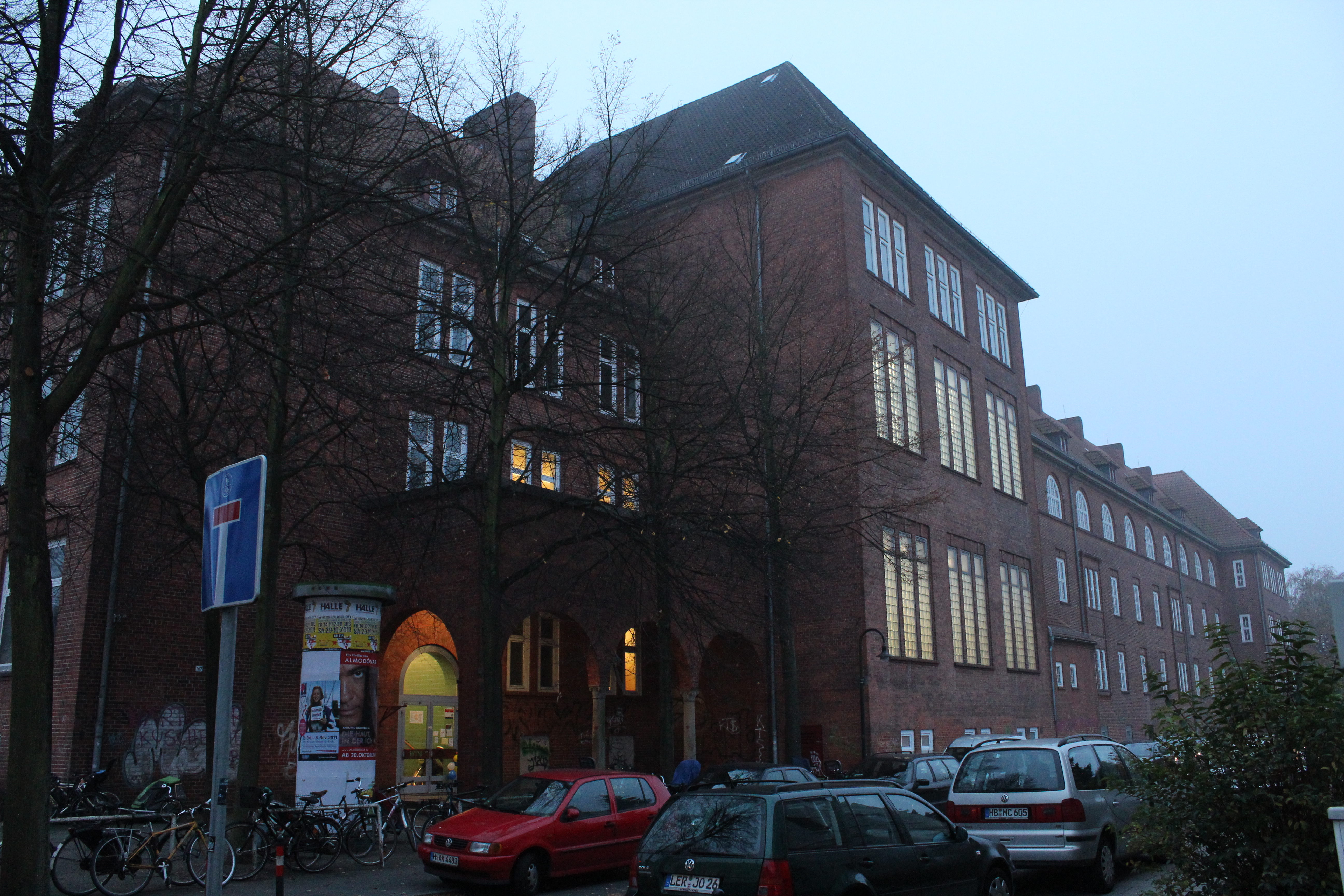
Schule an der Kornstraße

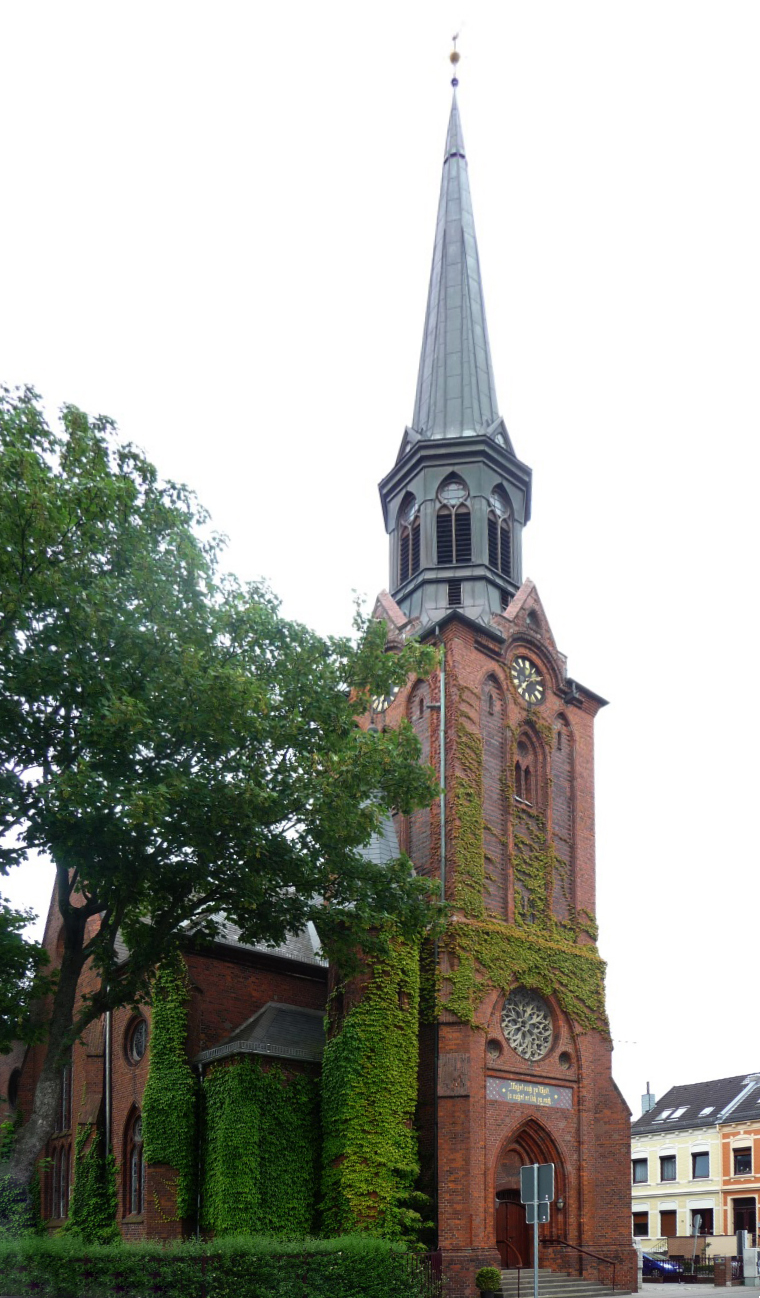
St. Jakobi

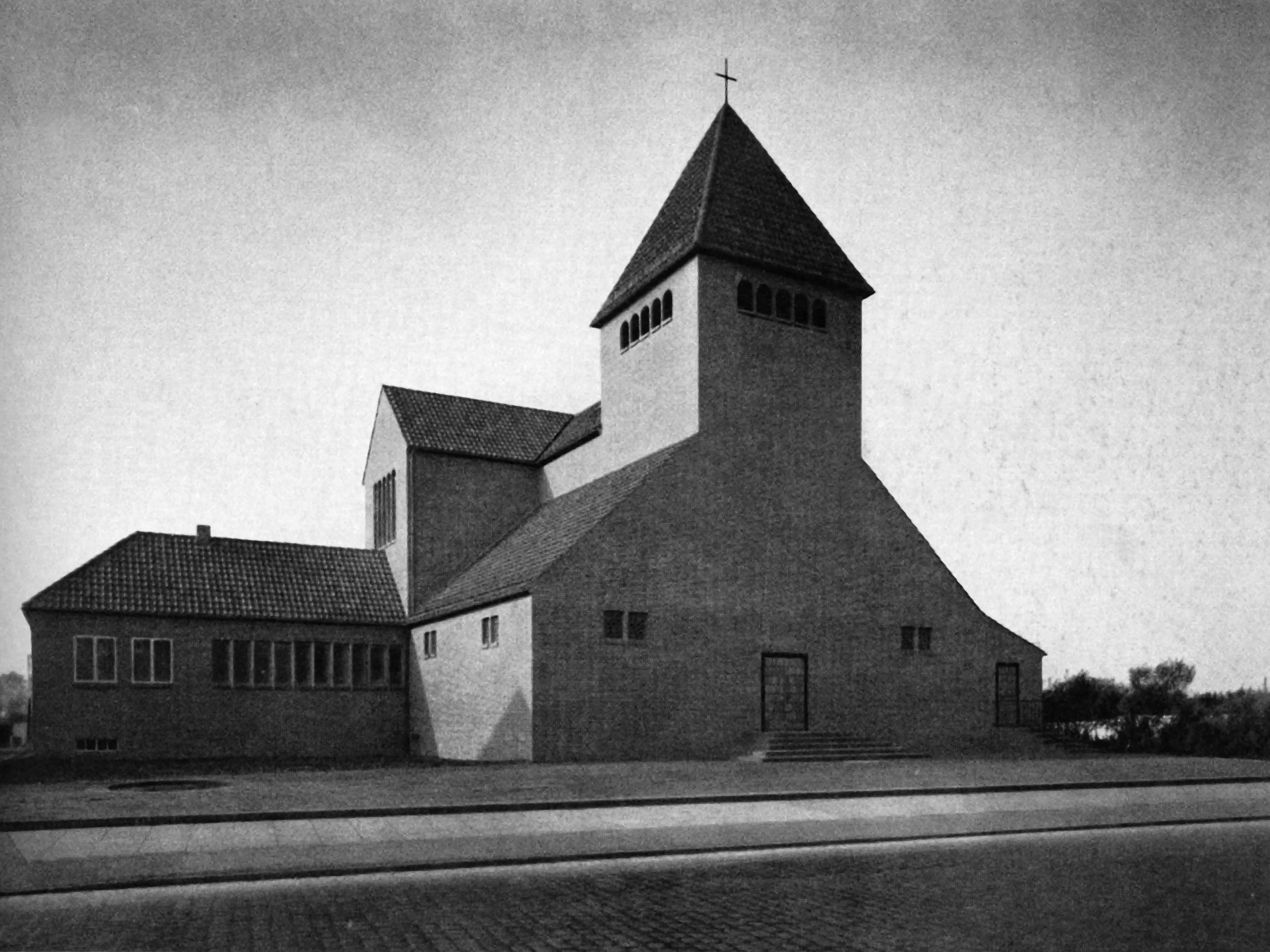
Herz-Jesu-Kirche 1937 von Dominikus Böhm

Die Kornstraße ist eine historische Straße in Nordwest-Südost-Richtung in Bremen im Stadtteil Neustadt, Ortsteil Buntentor. Sie führt von der Friedrich-Ebert-Straße / Lahnstraße bis zur Neuenlander Straße. Der Ortsteil Buntentor wird durch die drei Parallelstraßen Buntentorsteinweg, Kornstraße und Gastfeldstraße erschlossen.
Die Kornstraße gliedert sich in die drei großen Teilbereiche
- Friedrich-Ebert-Straße bis  Kirchweg,
- Kirchweg bis Buntentorsteinweg und
- Buntentorsteinweg bis Niedersachsendamm / Neuenlander Straße.

Querstraßen: Die Querstraßen wurden u. a. benannt nach Philosophen (Philosophenviertel), Dichtern, Theologen (Gustav Volkmann, 1842–1917, Neander), Feldherren, Schlachtenorten (Roßbach), Politikern, Bauunternehmern (Meyer, Willig, Wulfhoop), Grundstückseignern (Hermann, Vohnen, Wähmann), Orten und Ortsteilen sowie Flurbezeichnungen (Lehnstedt=Lehnstätt); siehe auch bei den verlinkten Namen.
Die Kornstraße ist in Bremen die Straße mit der höchsten Hausnummer (Nr. 648).

## Geschichte

### Name
Die Kornstraße wurde nach einer Flurbezeichnung bezeichnet, in einem Gebiet, das für den Getreideanbau gut geeignet war.

### Entwicklung
Nach 1870 zogen viele Bürger nach Bremen. Von 1871 bis 1890 wuchs die Bevölkerung in Bremen von 82.900 auf 125.684. Die Stadt musste neues Bauland ausweisen und die Neustadt am linken Weserufer gehörte zu den rasch wachsenden Stadtteilen in Bremen. Der Senat der Freien Hansestadt Bremen beschloss am 10. Februar 1873 den Bau einer neuen Erschließungsstraße. Bebaut wurde zunächst der westliche Teil der Straße. Die Querstraßen entstanden etwa zeitgleich am Anfang der 1870er Jahre. Danach folgte ab Mitte der 1870er der Bau der weiteren Querstraßen bis zum bereits seit 1865 vorhandenen Kirchweg. Hier wurde 1876 die neugotische St. Jakobi (Bremen-Neustadt)  gebaut.

Die Bevölkerung der Straße stammte aus den einfachen und mittleren Schichten. Erst ab 1980/90 wandeln sich die sozialen Strukturen deutlich.
Die erste Zionskirche wurde 1893/94 als Filialkirche St.-Pauli Kirche an der Kornstraße errichtet.

Die Schule an der Kornstraße entstand erst von 1913/14 bis 1916 auf Grund der Zunahme der Bewohner der Neustadt von rund 28.000 auf rund 41.000 von 1889 bis 1905.
Der Straßenabschnitt östlich vom Kirchweg entwickelte sich erst später. Der nördliche Bereich, zunächst erschlossen vom Buntentorsteinweg, wurde von 1870 bis 1890 besiedelt durch oft einfache Reihenhaussiedlungen für Arbeiterfamilien. An der Südseite siedelten sich eine Reihe von Unternehmen an.

1936/37 wurde in diesem Straßenabschnitt auf Nr. 371 die katholische Herz Jesu-Kirche nach Plänen von Dominikus Böhm (Köln) gebaut und 1964 erweitert um zwei Giebel nach Plänen von Ganswindt. 2009 erfolgte ein Umbau zu einem Altenheim.
1920 gründete sich die Zuckerwaren-Manufaktur Friedrich Germann an der Kornstraße und stellte den echten Bremer Babbeler, eine Zuckerstange, her.
Im Zweiten Weltkrieg musste der Ortsteil Buntentor nur wenige Gebäudeverluste durch Bomben hinnehmen. Die Zionskirche und das Umfeld wurde aber 1942/1944 zerstört.
1957 konnte die Zionskirche am gleichen Standort wieder aufgebaut werden.

### Verkehr
Im Bereich der Einmündungen Buntentorsteinweg und Huckelriede tangiert die Kornstraße die Straßenbahn Bremen–Linie 4 (Lilienthal – Mitte – Arsten). Seit 1884 führte eine Pferdebahn zum Arsterdamm, die um 1900 elektrifiziert wurde, 1939 als Linie 4 Horn mit dem Arsterdamm verband, von 1967 bis 1998 um die Linie 1 ergänzt wurde, die seit 1973 nach Arsten führte. Seit 1998 führt nur die Linie 4 hier vorbei.

## Gebäude und Anlagen
An der Straße befinden sich überwiegend zwei- bis dreigeschossige, einige viergeschossige und wenige eingeschossige Gebäude. Viele Gebäude sind Wohn- und Geschäftshäuser und stammen von Ende des 19. Jahrhunderts. Markant waren die noch in den 1970er Jahren vorhandenen vielen Eckkneipen. Denkmale und Brunnen finden sich an dieser Straße – in diesem unterprivilegierten Ortsteil – nicht, auch nicht heute.
Unter Bremer Denkmalschutz stehen:
- Nr. 31: Evangelische Zionskirche und 3-gesch. Gemeindezentrum von 1955/57 nach Plänen von Carsten Schröck
- Nr. 150: Evangelische, neugotische St.-Jakobi-Kirche von 1876 nach Plänen von Johannes Rippe
- Nr. 167/169: 4-gesch. Schule an der Kornstraße von 1914/16 nach Plänen von Wilhelm Knop und Max Fritsche im Stil der neuen Sachlichkeit
- um Nr. 80/82: Buntentorsfriedhof von 1822

Weitere erwähnenswerte Gebäude:
- Nr. 24:  4-gesch. Wohn- und Geschäftshaus aus den 1920er Jahren mit einer Klinkerfassade
- Nr. 45:  3-gesch. Wohnhaus, Giebelhaus von um 1900
- Nr. 48:  2-gesch. Wohn- und Geschäftshaus von um 1900
- Nr. 55/57: 3-gesch. Wohnhaus von um 1900 in Stil der Gründerzeit
- Nr. 59: 2-gesch. barockisierendes Wohnhaus von um 1890
- Nr. 73: 3-gesch. Wohn- und Geschäftshaus von um 1900 im Stil der Gründerzeit
- Nr. 123: 3-gesch. Giebelhaus mit Mansarddach von um 1900
- Nr. 81: 3-gesch. verklinkerte Wohnhausanlage von 2017
- Nr. 141: 3-gesch. Wohn- und Geschäftshaus mit einem Giebelrisalit
- Nr. 151: 4-gesch. Bürohaus der Sparkasse Bremen von 1951 nach Plänen von Heinrich Wilhelm Behrens.[2]
- Nr. 187: 2-gesch. Giebelhaus mit Treppengiebel, früher Sonnenapotheke
- Nr. 189: 3-gesch. Eckhaus von um 1890
- Nr. 209: 2-gesch. Isenberg Erziehungsheim benannt nach Beta Isenberg und Paul Isenberg von 1914 nach Plänen von August Abbehusen; Umbau von 1921 nach Plänen von Otto Blendermann.[3]
- Nr. 217: 1-gesch. Ge-Be-In Bestattungsinstitut
- Nr. 255: 1-gesch. ehemaliges Autohaus bis 2016; Baugebiet für Wohnungen und Gewerbe geplant
- Nr. 291: 1-gesch. Härterei Tandler
- Nr. 371: 2-gesch. Neubau des Pflegeheims im Caritas-Stadtteilzentrum St. Michael von 2009 durch Umbau der ehemaligen Herz-Jesu-Kirche nach Plänen von Ulrich Tilgner und Thomas Grotz
- Nr. 383: 3-gesch. Caritas-Altenzentrum St. Michael von 1977 nach Plänen von Veit Heckrott mit Rotsteinfassade; BDA-Preis 1974, Abriss 2013.[4]
- Nr. 387: Bunker von um 1940 mit Wandbild Idylle und Gewalt von 1981 von Rolf Thiele